# Бури, Анита
Анита Бури (нем. Anita Buri; род. 3 июля 1978 года, Мюнстерлинген, кантон Тургау, Швейцария) — фотомодель и танцовщица, победительница конкурса «Мисс Швейцария» 1999 года.

## Биография
Анита Бури родилась 3 июля 1978 года в коммуне Берг (Тургау). Там она окончила начальную и среднюю школу. Затем училась в кадровом агентстве в Вайнфельдене. В 1999 году завоевала титул «Мисс Швейцария». С 2003 по 2007 год состояла в браке с футболистом Марком Годелем. Их общего сына зовут Йереми. В 2007 году вместе с победительницей конкурса «Мисс Швейцария — 1998» танцовщицей Соней Гранджин основала танцевальную группу «Las Missticas».
С 2009 года встречается со Стефаном Майером, участником Сборной Швейцарии по пляжному футболу.